# Harriet von Waldenfels
Harriet Freifrau von Waldenfels (* 28. Mai 1985 in Madrid, Spanien, als Harriet Fuhrhop) ist eine deutsche Journalistin und Fernsehmoderatorin.

## Leben und Wirken
Von Waldenfels wuchs in den Hamburger Stadtteilen Othmarschen und Klein Flottbek auf. Sie absolvierte 2004 ihr Abitur in Hamburg und studierte von April 2005 bis August 2010 deutsche Philologie, Soziologie und Komparatistik an der Georg-August-Universität in Göttingen. Zwischen September 2007 und Juli 2008 war sie Erasmus-Stipendiatin an der Universität Aix-Marseille in Aix-en-Provence. Während ihres Studiums arbeitete sie zudem als Praktikantin für unterschiedliche Redaktionen bei der ARD, dem ZDF und der Bild-Zeitung und absolvierte bei Katharina Koschny eine Sprecherausbildung.
Von 2010 bis 2012 machte sie in der Politikredaktion von N24 ein Redaktions-Volontariat. Von 2012 bis 2018 arbeitete sie als Reporterin und Redakteurin der Politikredaktion von WeltN24, wo sie ab 2013 auch die Nachrichten moderierte und ab 2016 stellvertretende Chefmoderatorin war.
Von Januar 2019 bis August 2024 war sie, im Wechsel mit Dunja Hayali, Moderatorin und Reporterin des ZDF-Morgenmagazins. Außerdem war sie von 2019 bis 2024 Reporterin des ZDF-Mittagsmagazins. Von Waldenfels verließ das ZDF Ende August 2024 und wechselte im September 2024 zum Team des Hamburg Journals beim NDR.
Sie ist seit 2016 mit dem Gynäkologen Gabriel Freiherr von Waldenfels (* 1985) verheiratet und lebt in Hamburg. Das Paar hat zwei Kinder.
Von Waldenfels ist Botschafterin der Stiftung Mittagskinder.